# Francisco García Martino
Francisco García Martino (Berja, província d'Almeria, 5 d'abril de 1828 - Madrid, 6 de gener de 1890 va ser un enginyer i polític espanyol, diputat a les Corts i acadèmic de la Reial Acadèmia de Ciències Exactes, Físiques i Naturals.

## Biografia
Estudià a l'Escola d'Enginyers Forestals de Villaviciosa de Odón, on es graduà en 1852. En 1854 fou encarregat de dirigir la comissió encarregada d'estudiar les estepes de la península Ibèrica. De 1856 a 1859 va ampliar estudis a l'Acadèmia forestal de Tharandt (Alemanya), i en tornar fou enviat a classificar les forests públiques a la província de Sòria. L'octubre de 1865 fou nomenat vocal de la Junta Consultiva de Forests i en 1867 fou comissionat per investigar les conques dels rius Lozoya i Guadalix.
L'u de juliol de 1868 fou nomenat cap de la Comissió del Mapa Forestal d'Espanya, que va ocupar fins a 1887 i participà en l' Avance del mapa forestal amb Andrés Antón Villacampa, Agustín Romero López i Ramón Xérica Idígoras. En 1869 fou nomenat director general de la Junta General d'Estadística, on fou el responsable dels treballs de cartografia forestal. En 1868 fundà la revista Revista Forestal Económica y Agrícola i en 1873 fou nomenat jurat de l'Exposició Universal de Viena.
Fou elegit diputat a les eleccions generals espanyoles de 1871 i abril de 1872 pel districte d'Albarrasí (província de Terol). A les eleccions generals espanyoles de 1881 fou escollit novament diputat pel districte de Molina de Aragón. En 1886 fou escollit acadèmic de la Reial Acadèmia de Ciències Exactes, Físiques i Naturals, però va morir quatre anys més tard sense haver-ne pres possessió.

## Obres
- Los montes y el Cuerpo de Ingenieros en las Cortes Constituyentes (1871)